# Pardosa bidentata
Pardosa bidentata är en spindelart som beskrevs av Pelegrín Franganillo Balboa 1936. 
Pardosa bidentata ingår i släktet Pardosa och familjen vargspindlar. Artens utbredningsområde är Kuba. Inga underarter finns listade i Catalogue of Life.